# Морський тигр (фільм, 1927)
Морський тигр (англ. The Sea Tiger) — американська драма режисера Джона Френсіса Діллона 1927 року.

## Сюжет
Джастін, іспанський рибак на Канарських островах, має молодшого брата Чарльза, який має тенденцію потрапляти в неприємності з жінками. Коли Чарльз встановлює свій зір на багатій аристократичній жінці, Джастін прикидається закоханий у неї, щоб захистити свого брата, але згодом він розуміє, що він насправді закоханий в неї.

## У ролях
- Мілтон Сіллс — Джастін Рамос
- Мері Астор — Емі Кортіссос
- Ларрі Кент — Чарльз Рамос
- Еліс Вайт — Мануелла
- Кейт Прайс — Бріджит
- Артур Стоун — Енос
- Емілі Фітцрой — місіс Енос
- Джо Бономо — Себастьян